# Beaverdam
Beaverdam és una població dels Estats Units a l'estat d'Ohio. Segons el cens del 2000 tenia 356 habitants.

## Demografia
Segons el cens del 2000, Beaverdam tenia 356 habitants, 140 habitatges, i 105 famílies. La densitat de població era de 218,2 habitants/km².
Dels 140 habitatges en un 33,6% hi vivien nens de menys de 18 anys, en un 60,7% hi vivien parelles casades, en un 11,4% dones solteres, i en un 24,3% no eren unitats familiars. En el 22,9% dels habitatges hi vivien persones soles el 9,3% de les quals corresponia a persones de 65 anys o més que vivien soles. El nombre mitjà de persones vivint en cada habitatge era de 2,54 i el nombre mitjà de persones que vivien en cada família era de 2,97.
Per edats la població es repartia de la següent manera: un 24,4% tenia menys de 18 anys, un 10,7% entre 18 i 24, un 26,4% entre 25 i 44, un 24,4% de 45 a 60 i un 14% 65 anys o més.
L'edat mediana era de 38 anys. Per cada 100 dones de 18 o més anys hi havia 100,7 homes.
La renda mediana per habitatge era de 39.063 $ i la renda mediana per família de 47.188 $. Els homes tenien una renda mediana de 29.375 $ mentre que les dones 21.932 $. La renda per capita de la població era de 14.750 $. Aproximadament el 10,3% de les famílies i el 8,9% de la població estaven per davall del llindar de pobresa.

## Poblacions més properes
El següent diagrama mostra les poblacions més properes.